# Первая битва в долине Жиу
Пе́рвая би́тва в доли́не Жи́у (рум. Prima bătălie de pe Valea Jiului) — сражение, происходившее с 23 октября по 1 ноября 1916 года во время Первой мировой войны между войсками Королевства Румынии с одной стороны, и армиями Центральных держав (Германская империя и Австро-Венгрия), с другой. В ходе  сражения румынским войскам удалось отразить австро-германское наступление в районе долины Жиу в Южных Карпатах. Самая заметная победа румын в ходе кампании 1916 года.

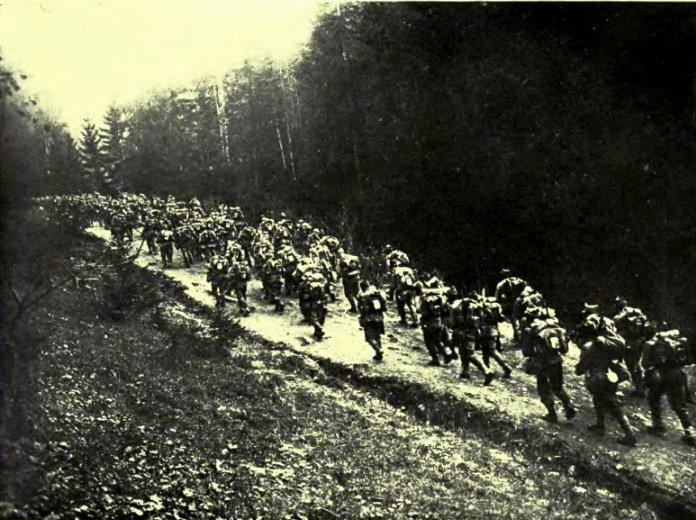
Румынские войска переходят горы в Трансильванию

## Военно-стратегическая ситуация
После неудачи румынского наступления в Трансильвании австро-германские войска Фалькенхайна перешли в контрнаступление в Карпатах по пяти направлениям. Группе генерала Пауля фон Кнойсля (кавалерийский корпус, 11-я пехотная дивизия, австро-венгерская бригада) предстояло наступать в долину Жиу, где ей противостяла 1-я пехотная дивизия румынской армии.

## Ход боёв
Рано утром 23 октября 1916 года Кнойсль начал свое наступление и быстро преодолел первую линию противника. 25 октября австр-германские войска достигли Добрицы и Стэнешти, а 26-го — окраин Франчешти  но в ту ночь погода резко ухудшилась. 
Рано утром 27 октября румынские командиры начали серию энергичных контратак на выдвинувшуюся кавалерию Шметтова, которые сначала остановили немцев, а затем отбросили их назад в большем беспорядке. В 10 часов утра румыны контратаковали с юга и востока по всему фронту, простирающемуся от Шымботина до Бирничи (ныне Миера). Затем в полдень последовали атаки между Добрицей и Стэнешть, в результате чего и пехота противника была отброшена обратно в горы. 
28 октября началось общее отступление австро-германских войск. Хотя горные перевалы оставались в их руках, прорыв на юг не удался.